# Saint-André-de-Majencoules
Saint-André-de-Majencoules là một xã ở tỉnh Gard. Xã này có diện tích 21,79 km², dân số năm 1999 là 556 người. Khu vực này có độ cao trung bình 352 mét trên mực nước biển.

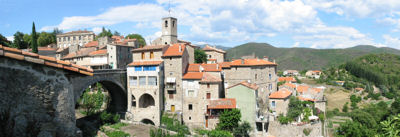